# Copa de la Reina de Fútbol 2000
La Copa de la Reina de Fútbol Femenino 2000 fue la XVIII edición del torneo de copa femenino.
El Levante UD ganó el título por primera vez en su historia.

## Ronda preliminar
| Local ida    | Resultado global | Local vuelta  | Ida 23 de abril de 2000 | Vuelta 30 de abril de 2000 |
| ------------ | ---------------- | ------------- | ----------------------- | -------------------------- |
| Eibartarrak  | 3 - 3            | CD Sondika    | 2 - 3                   | 1 - 0                      |
| RCD Espanyol | 4 - 4            | UE L'Estartit | 1 - 4                   | 3 - 0                      |
| ?            |                  | ?             | -                       | -                          |
| ?            |                  | ?             |                         |                            |

## Fase final
|  | Cuartos de final | Cuartos de final | Cuartos de final |   |             | Semifinales | Semifinales | Semifinales |  |  | Final      | Final | Final |
|  |                  |                  |                  |   |             |             |             |             |  |  |            |       |       |
|  |                  |                  |                  |   |             |             |             |             |  |  |            |       |       |
|  | CD Sondika       | 0                | 2                |   |             |             |             |             |  |  |            |       |       |
|  | SD Lagunak       | 2                | 1                |   |             |             |             |             |  |  |            |       |       |
|  | SD Lagunak       | 2                | 1                |   | Irex Puebla | 2           | 0           |             |  |  |            |       |       |
|  |                  |                  |                  |   | Irex Puebla | 2           | 0           |             |  |  |            |       |       |
|  |                  | SD Lagunak       | 0                | 3 |             |             |             |             |  |  |            |       |       |
|  | CD Híspalis      | SD Lagunak       | 0                | 3 | ?           | 1           |             |             |  |  |            |       |       |
|  | CD Híspalis      |                  |                  |   | ?           | 1           |             |             |  |  |            |       |       |
|  | Irex Puebla      | ?                | 6                |   |             |             |             |             |  |  |            |       |       |
|  |                  |                  |                  |   |             |             |             |             |  |  | UD Levante | 3     |       |
|  |                  |                  | SD Lagunak       | 0 |             |             |             |             |  |  |            |       |       |
|  | UE L'Estartit    | 2                | 0                |   |             |             |             |             |  |  |            |       |       |
|  | Levante UD       | 4                | 4                |   |             |             |             |             |  |  |            |       |       |
|  | Levante UD       | 4                | 4                |   | CF Pozuelo  | 1           | 1           |             |  |  |            |       |       |
|  |                  |                  |                  |   | CF Pozuelo  | 1           | 1           |             |  |  |            |       |       |
|  |                  | Levante UD       | 5                | 8 |             |             |             |             |  |  |            |       |       |
|  | CF Pozuelo       | Levante UD       | 5                | 8 | 4           | 1           |             |             |  |  |            |       |       |
|  | CF Pozuelo       |                  |                  |   | 4           | 1           |             |             |  |  |            |       |       |
|  | AD Torrejón      | 1                | 3                |   |             |             |             |             |  |  |            |       |       |